# Лелина
Лелина (рум. Lelina) — село в Шолданештском районе Молдавии. Наряду с селом Салчия входит в состав коммуны Салчия.

## География
Село расположено на высоте 181 метр над уровнем моря.

## Население
По данным переписи населения 2004 года, в селе Лелина проживает 22 человека (10 мужчин, 12 женщин).
Этнический состав села:
| Национальность | Число жителей | Процентный состав |
| -------------- | ------------- | ----------------- |
| молдаване      | 22            | 100,0             |
| Всего          | 22            | 100 %             |